# Humpty Dumpty
Humpty Dumpty is een fictief wezen uit een Engelstalig bakerrijm. De vroegste publicatie is voor zover bekend van 1797; de huidige versie van de tekst is uit de 20e eeuw. Van oorsprong is het waarschijnlijk een raadsel, maar in de 19e eeuw is het op muziek gezet. Humpty Dumpty wordt grafisch doorgaans weergegeven als een ei, gekleed in mannenkleding, vanwege een mogelijke oplossing van het raadsel. Humpty Dumpty geldt in Engelstalige gebieden als een informele aanduiding van een klein en onhandig persoon.
Humpty Dumpty en zijn rijmpje genieten in Engelstalige gebieden eenzelfde soort wijdverbreide bekendheid als Kortjakje of het Klein klein kleutertje onder Nederlandstaligen.

## Tekst
De 20e-eeuwse versie is:
Humpty Dumpty sat on a wall,
Humpty Dumpty had a great fall.
All the king's horses, and all the king's men,
Couldn't put Humpty together again.
Vertaald is dat zoiets als:
Hummeltje Tummeltje zat op een muur,
Hummeltje Tummeltje viel ver omlaag.
Al 's konings paarden en al 's konings troepen,
Konden Hummeltje niet weer samenvoegen.
De tekst van het Nederlandstalige bakerrijm Hummeltje Tummeltje is verwant, maar is geen directe vertaling.

## Humpty Dumpty in de populaire cultuur
Humpty Dumpty is weliswaar een bakerrijmpje, maar het rijmpje en de hoofdfiguur worden ook in andere werken gebruikt. Humpty Dumpty is opgenomen in L. Frank Baum's vertellingen van bakerrijmpjes, Mother Goose in Prose, uit 1897, en Lewis Carroll gebruikte hem als personage in zijn boek Through the Looking-Glass uit 1871. De titel van Robert Penn Warrens roman All the King's Men (1946) verwijst direct naar het rijm en haalt het aan na de opdracht. James Joyce gebruikt Humpty Dumpty in The Ballad of Pierce O'Reilly in zijn Finnegans Wake. Jasper Fforde gebruikte hem zelfs in twee van zijn boeken, The Well of Lost Plots (2003) en The Big Over Easy (2005). Ook Paul Auster gebruikt Humpty Dumpty als metafoor in zijn novelle City of Glass.
Humpty Dumpty wordt ook buiten geschreven teksten gebruikt. Zo heet de derde aflevering uit het tweede seizoen van de televisieserie House, "Humpty Dumpty", omdat het over een van het dak gevallen klusjesman gaat. Ook Casualty en ER noemden een aflevering zo. The Dubliners maakten een lied van de ballade van Joyce met de titel Humpty Dumpty, en ook Tori Amos en Travis (The Humpty Dumpty Love Song) vernoemden hem. Onder meer ABBA en Two Gallants noemen hem bij naam in een van hun nummers, waarin onder meer de Counting Crows, Billy Joel en Genesis naar het rijmpje verwijzen.
Selig Polyscope Company bracht in 1903 als eerste een (zwart-witte) tekenfilm uit met Humpty Dumpty als hoofdpersonage, getiteld Arrival of Humpty Dumpty. Celebrity Productions volgde hierop in 1935 met een eerste kleurenfilmpje. In 2011 speelde Humpty Dumpty een hoofdrol in de animatiefilm Puss in Boots van DreamWorks Animation. De stem van Humpty Dumpty werd ingesproken door Zach Galifianakis, in de Nederlandse nasynchronisatie door Charly Luske. Ook verscheen Humpty Dumpty als een korte rol in de film Alice Through the Looking Glass in 2016, waarbij zijn stem werd ingesproken door Wally Wingert.